# 蘇呼米區 (阿布哈茲)
43°12′00″N 41°00′00″E / 43.2000°N 41.0000°E

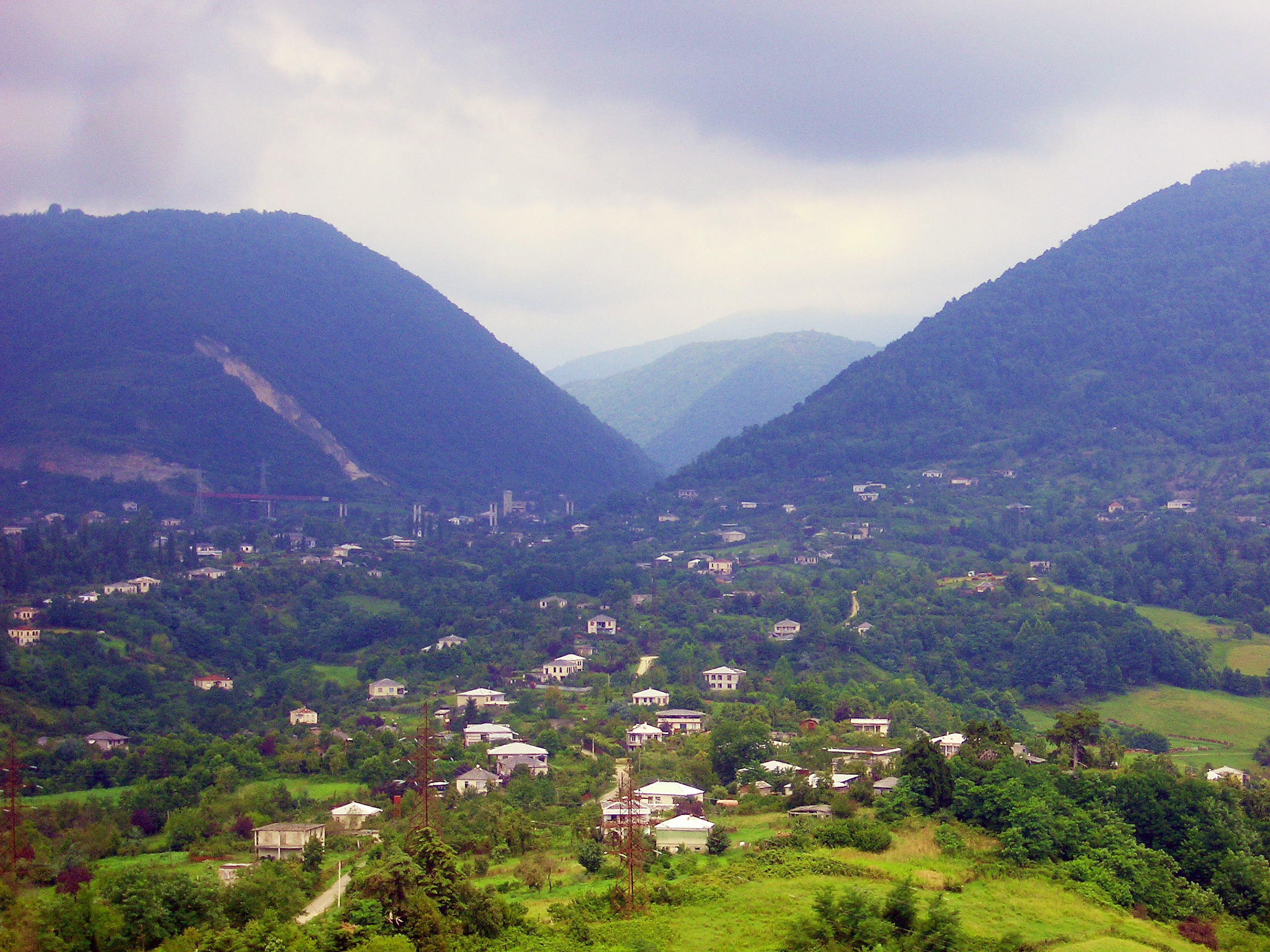

蘇呼米區在阿布哈兹的位置

蘇呼米區，是阿布哈茲的區份之一，位於該國西北部，区府为蘇呼米，面積1,523平方公里，2011年人口11,531，人口密度每平方公里7.6人。